# Анте Фолмер
Анте Фолмер (на немски: Antje Vollmer) е германски политик от партията Съюз 90/Зелените.

## Биография
Тя е родена на 31 май 1943 година в Любеке, Вестфалия. Учи богословие и работи като протестантски пастор в Берлин. От 1983 година неколкократно е избирана за депутат в Бундестага от партията на зелените. През 1994 – 2005 година е заместник-председател на Бундестага.